# آیین کهن آریایی‌ها
آیین کهن آریایی‌ها به اعتقادات مشترک اقوام آریایی تا پیش از منشعب شدن دو قوم بزرگ ایرانی و هندوآریایی در هزارهٔ دوم پیش از میلاد می‌پردازد. آیین آریایی‌ها طبیعت‌پرستی بوده است. این اعتقادات در میان قوم هندوایرانی تا دیر باز و تا پیدایش ریگ‌ودا در میان هندوها و تا آغاز ظهور زرتشت در میان ایرانی‌ها باقی بود.
در کتاب مقدس هندوها به نام ریگ‌ودا و کتاب مقدس زرتشتی‌ها، اوستا به وجوه مشترک بسیار که غالباً در لباس عبارات واحدی بیان شده است، برمی‌خوریم. حتی قسمتی از اسماء ربانی نیز در دو کتاب باهم قابل تطبیق است. از این رو می‌توان گفت که آیین مزدایی میراث زمان‌های دیرین و دوره‌هایی است که در آن هندی‌ها، ایرانی‌ها و حتی هندواروپایی‌ها زندگی مشترک داشته‌اند. ایرانی‌ها این افکار و نظریات دیرین را در جامهٔ اندیشه‌های نو پذیرفتند و سرانجام در زمان‌های متأخرتر، این زرتشت بود که در معتقدات اصلی مزدایی اصلاحات اساسی و عمیقی به عمل آورد.

## تعریف آریایی
آریایی یا هندوایرانی اصطلاحی است که در معانی گوناگون به کار برده شده است بر طبق یکی از تعاریف آریایی‌ها کسانی هستند که به زبان آریایی صحبت می‌کنند، حال رنگ پوست، خون یا نژاد آن‌ها هرچه که باشد، تفاوتی ندارد و در این تعریف منظوری جز از نظر زبان آن‌ها نیست. زبان آریایی از نظر زبانشناسی زبانیست که به دستهٔ زبانی هندواروپایی، از مردم هندواروپایی نسبت داده می‌شود.
|  |  |  |  |  |  | | | | | | |                                        |                                        |                                        |                                        | | | | | هندواروپایی | |  |  |  |  |                          |                          |                          |                          |                          |                          |  |  |  |  |  |  |  |  |  |  |  |  |  |  |  |  |  |  |  |  |  |  |  |  |  |  |  |  |
|  |  |  |  |  |  | | | | | | |                                        |                                        |                                        |                                        | | | | | | |  |  |  |  |                          |                          |                          |                          |                          |                          |  |  |  |  |  |  |  |  |  |  |  |  |  |  |  |  |  |  |  |  |  |  |  |  |  |  |  |  |
|  |  |  |  |  |  | | | | | | |                                        |                                        |                                        |                                        | | | | | | |  |  |  |  |                          |                          |                          |                          |                          |                          |  |  |  |  |  |  |  |  |  |  |  |  |  |  |  |  |  |  |  |  |  |  |  |  |  |  |  |  |
|  |  |  |  |  |  | | | | | | |                                        |                                        | هندوایرانی آریایی                      | هندوایرانی آریایی                      | هندوایرانی آریایی | هندوایرانی آریایی | هندوایرانی آریایی | هندوایرانی آریایی | | |  |  |  |  | اروپایی ژرمن لاتین اسلاو | اروپایی ژرمن لاتین اسلاو | اروپایی ژرمن لاتین اسلاو | اروپایی ژرمن لاتین اسلاو | اروپایی ژرمن لاتین اسلاو | اروپایی ژرمن لاتین اسلاو |  |  |  |  |  |  |  |  |  |  |  |  |  |  |  |  |  |  |  |  |  |  |  |  |  |  |  |  |
|  |  |  |  |  |  | | | | | | |                                        |                                        | هندوایرانی آریایی                      | هندوایرانی آریایی                      | هندوایرانی آریایی | هندوایرانی آریایی | هندوایرانی آریایی | هندوایرانی آریایی | | |  |  |  |  | اروپایی ژرمن لاتین اسلاو | اروپایی ژرمن لاتین اسلاو | اروپایی ژرمن لاتین اسلاو | اروپایی ژرمن لاتین اسلاو | اروپایی ژرمن لاتین اسلاو | اروپایی ژرمن لاتین اسلاو |  |  |  |  |  |  |  |  |  |  |  |  |  |  |  |  |  |  |  |  |  |  |  |  |  |  |  |  |
|  |  |  |  |  |  | | | | | | |                                        |                                        |                                        |                                        | | | | | | |  |  |  |  |                          |                          |                          |                          |                          |                          |  |  |  |  |  |  |  |  |  |  |  |  |  |  |  |  |  |  |  |  |  |  |  |  |  |  |  |  |
|  |  |  |  |  |  | | | | | اقوام ایرانی‌تبارفلات ایران آسیای میانه | اقوام ایرانی‌تبارفلات ایران آسیای میانه | اقوام ایرانی‌تبارفلات ایران آسیای میانه | اقوام ایرانی‌تبارفلات ایران آسیای میانه | اقوام ایرانی‌تبارفلات ایران آسیای میانه | اقوام ایرانی‌تبارفلات ایران آسیای میانه | | | | | | |  |  |  |  | هندوآریایی               | هندوآریایی               | هندوآریایی               | هندوآریایی               | هندوآریایی               | هندوآریایی               |  |  |  |  |  |  |  |  |  |  |  |  |  |  |  |  |  |  |  |  |  |  |  |  |  |  |  |  |
|  |  |  |  |  |  | | | | | اقوام ایرانی‌تبارفلات ایران آسیای میانه | اقوام ایرانی‌تبارفلات ایران آسیای میانه | اقوام ایرانی‌تبارفلات ایران آسیای میانه | اقوام ایرانی‌تبارفلات ایران آسیای میانه | اقوام ایرانی‌تبارفلات ایران آسیای میانه | اقوام ایرانی‌تبارفلات ایران آسیای میانه | | | | | | |  |  |  |  | هندوآریایی               | هندوآریایی               | هندوآریایی               | هندوآریایی               | هندوآریایی               | هندوآریایی               |  |  |  |  |  |  |  |  |  |  |  |  |  |  |  |  |  |  |  |  |  |  |  |  |  |  |  |  |
|  |  |  |  |  |  | | | | | | |                                        |                                        |                                        |                                        | | | | | | |  |  |  |  |                          |                          |                          |                          |                          |                          |  |  |  |  |  |  |  |  |  |  |  |  |  |  |  |  |  |  |  |  |  |  |  |  |  |  |  |  |
|  |  |  |  |  |  | اقوام ایرانی‌تبار ساکن | اقوام ایرانی‌تبار ساکن | اقوام ایرانی‌تبار ساکن | اقوام ایرانی‌تبار ساکن | اقوام ایرانی‌تبار ساکن | اقوام ایرانی‌تبار ساکن |                                        |                                        |                                        |                                        | عشایر ایرانی‌تبار | عشایر ایرانی‌تبار | عشایر ایرانی‌تبار | عشایر ایرانی‌تبار | عشایر ایرانی‌تبار | عشایر ایرانی‌تبار |  |  |  |  |                          |                          |                          |                          |                          |                          |  |  |  |  |  |  |  |  |  |  |  |  |  |  |  |  |  |  |  |  |  |  |  |  |  |  |  |  |
|  |  |  |  |  |  | اقوام ایرانی‌تبار ساکن | اقوام ایرانی‌تبار ساکن | اقوام ایرانی‌تبار ساکن | اقوام ایرانی‌تبار ساکن | اقوام ایرانی‌تبار ساکن | اقوام ایرانی‌تبار ساکن |                                        |                                        |                                        |                                        | عشایر ایرانی‌تبار | عشایر ایرانی‌تبار | عشایر ایرانی‌تبار | عشایر ایرانی‌تبار | عشایر ایرانی‌تبار | عشایر ایرانی‌تبار |  |  |  |  |                          |                          |                          |                          |                          |                          |  |  |  |  |  |  |  |  |  |  |  |  |  |  |  |  |  |  |  |  |  |  |  |  |  |  |  |  |
|  |  |  |  |  |  | شمال غربی فلات ایران:مادها جنوب غربی فلات ایران:پارس‌ها شمال شرقی فلات ایران:تمدن آمودریا:بلخ-مرو آسیای میانه تمدن آمودریا:سغدآسیای میانه تمدن آمودریا:خوارزم آسیای میانه تاریم باسن:ختن-سکاها | شمال غربی فلات ایران:مادها جنوب غربی فلات ایران:پارس‌ها شمال شرقی فلات ایران:تمدن آمودریا:بلخ-مرو آسیای میانه تمدن آمودریا:سغدآسیای میانه تمدن آمودریا:خوارزم آسیای میانه تاریم باسن:ختن-سکاها | شمال غربی فلات ایران:مادها جنوب غربی فلات ایران:پارس‌ها شمال شرقی فلات ایران:تمدن آمودریا:بلخ-مرو آسیای میانه تمدن آمودریا:سغدآسیای میانه تمدن آمودریا:خوارزم آسیای میانه تاریم باسن:ختن-سکاها | شمال غربی فلات ایران:مادها جنوب غربی فلات ایران:پارس‌ها شمال شرقی فلات ایران:تمدن آمودریا:بلخ-مرو آسیای میانه تمدن آمودریا:سغدآسیای میانه تمدن آمودریا:خوارزم آسیای میانه تاریم باسن:ختن-سکاها | شمال غربی فلات ایران:مادها جنوب غربی فلات ایران:پارس‌ها شمال شرقی فلات ایران:تمدن آمودریا:بلخ-مرو آسیای میانه تمدن آمودریا:سغدآسیای میانه تمدن آمودریا:خوارزم آسیای میانه تاریم باسن:ختن-سکاها | شمال غربی فلات ایران:مادها جنوب غربی فلات ایران:پارس‌ها شمال شرقی فلات ایران:تمدن آمودریا:بلخ-مرو آسیای میانه تمدن آمودریا:سغدآسیای میانه تمدن آمودریا:خوارزم آسیای میانه تاریم باسن:ختن-سکاها |                                        |                                        |                                        |                                        | منطقهٔ اوکراین:کیمری-سکاها-سرمتی-الان‌ها رشته کوه قفقاز:آسی‌ها فلات ایران:پارت‌ها آسیای میانه:سکاها (مهاجرت بعدی به جنوب شرقی فلات ایران، غرب شبه‌قاره هند و تاریم باسن)-یوئه‌ژی-هپتالیان | منطقهٔ اوکراین:کیمری-سکاها-سرمتی-الان‌ها رشته کوه قفقاز:آسی‌ها فلات ایران:پارت‌ها آسیای میانه:سکاها (مهاجرت بعدی به جنوب شرقی فلات ایران، غرب شبه‌قاره هند و تاریم باسن)-یوئه‌ژی-هپتالیان | منطقهٔ اوکراین:کیمری-سکاها-سرمتی-الان‌ها رشته کوه قفقاز:آسی‌ها فلات ایران:پارت‌ها آسیای میانه:سکاها (مهاجرت بعدی به جنوب شرقی فلات ایران، غرب شبه‌قاره هند و تاریم باسن)-یوئه‌ژی-هپتالیان | منطقهٔ اوکراین:کیمری-سکاها-سرمتی-الان‌ها رشته کوه قفقاز:آسی‌ها فلات ایران:پارت‌ها آسیای میانه:سکاها (مهاجرت بعدی به جنوب شرقی فلات ایران، غرب شبه‌قاره هند و تاریم باسن)-یوئه‌ژی-هپتالیان | منطقهٔ اوکراین:کیمری-سکاها-سرمتی-الان‌ها رشته کوه قفقاز:آسی‌ها فلات ایران:پارت‌ها آسیای میانه:سکاها (مهاجرت بعدی به جنوب شرقی فلات ایران، غرب شبه‌قاره هند و تاریم باسن)-یوئه‌ژی-هپتالیان | منطقهٔ اوکراین:کیمری-سکاها-سرمتی-الان‌ها رشته کوه قفقاز:آسی‌ها فلات ایران:پارت‌ها آسیای میانه:سکاها (مهاجرت بعدی به جنوب شرقی فلات ایران، غرب شبه‌قاره هند و تاریم باسن)-یوئه‌ژی-هپتالیان |  |  |  |  |                          |                          |                          |                          |                          |                          |  |  |  |  |  |  |  |  |  |  |  |  |  |  |  |  |  |  |  |  |  |  |  |  |  |  |  |  |

## مهاجرت‌های هندواروپایی‌ها و آریایی‌ها

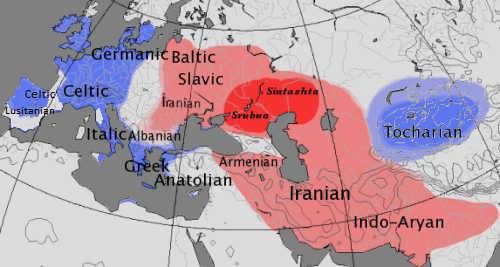
در نقشه منطقهٔ ایرانی‌ها و هندوآریایی‌ها نشان داده شده است.

خاورشناسان و دانشمندان امروزی عقیده دارند که در ادوار ماقبل تاریخ و هندواروپایی‌ها، که نیاکان آریایی‌ها به‌شمار می‌روند، قبل از انشعاب به قسمت‌های مختلف زمین باهم در آسیای مرکزی می‌زیسته و به یک زبان سخن می‌گفته‌اند و این زبان کهن‌تر و ساده‌تر از زبان سانسکریت بوده، این زبان مادر همهٔ زبان‌های آریایی آسیا و اروپا به‌شمار می‌آید. به علاوه همهٔ این اقوام به یک دین و یک روش پرستش عقیده داشتند. احتمال می‌رود که سردی هوا در عصر یخبندان مابین ۱۸۰۰۰ تا ۱۰۰۰۰ سال پیش، مهاجرت عظیم اقوام هندواروپایی را سبب شده باشد. در طی این مهاجرت یک شعبه از هندواروپایی‌ها به سوی شمال غرب روانه شده و به پنج قسمت مختلف اروپا کوچ نمودند. شاخهٔ دیگر آریایی‌ها بودند که در نواحی استپ ممتد از شمال دریای سیاه و دریای کاسپین در جنوب روسیه تا ترکستان و رودهای آمودریا و سیردریا مسکن گزیدند. در اواخر هزاره چهارم و اوایل هزار سوم پیش از میلاد، در استپ‌های آسیای مرکزی از اقوام هندواروپایی جدا شدند و به سمت نواحی آسیای مرکزی جنوبی و افغانستان حرکت کردند. این اقوام پس از سکونت در منطقه ای که بر حسب سنت و روایت اوستا و ریگ‌ودا (متون باستانی اقوام هندوایرانی) به نام اَریانم وَئِجَه (Airyanəm vaējō) شهرت دارد، در حدود اواخر هزاره دوم و اوایل هزاره اول پ م هم‌زمان با عصر برنز متأخر از یکدیگر جدا شدند و در مسیرهای جداگانه ای وارد شبه‌قاره هند و فلات ایران شدند.
تاریخ دقیق جدا شدن ایرانی‌ها و هندوآریایی‌ها از یک دیگر مشخص نیست، اما می‌دانیم که هندوآریایی‌ها در حدود سال ۱۲۰۰ پیش از میلاد منطقه پنجاب را در تصرف داشتند. آغاز مهاجرت آریایی‌ها به فلات ایران را برخی ۲۰۰۰ سال پیش از میلاد دانسته‌اند. با گذشت زمان جدایی در شاخه آریایی بیشتر شد و بالاخره هندوآریایی‌ها در شمال غربی هند مستقر شدند. هندوآریایی‌ها پس از ورود خود به شمال هند آن‌جا را آریاورته خواندند و در بعدها آریاورته را هندوستان نامیدند. سپس این نام که مختص شمال کشور هند بود به سراسر خاک هند گفته شد. آریایی‌هایی که در فلات ایران ساکن شده بودند، با مردم بومی در فلات ایران درآمیختند و ایرانی خوانده شدند. نام آریایی به معنی نجیب و شریف است و نام ایران به معنی سرزمین آریایی‌ها و از همین لفظ گرفته شده است.

## باورهای آریایی‌ها
اطلاعات چندانی دربارهٔ تمدن آریایی‌ها (هندوایرانی‌ها) در تاریخ موجود نیست، به سبب این‌که از آریایی‌ها و نیاکان آن‌ها یعنی هندواروپایی‌ها، هیچ نوع اسناد مکتوب، نشانه و اثری که حاکی از طرز زندگی، میزان تکامل قوای مادی و معنوی و باورهای آن‌ها در محیطی که زندگی می‌کردند باشد، باقی نمانده است.
کهن‌ترین دوره‌ای که بدان دسترسی داریم و باورهای مذهبی در بین آریایی‌ها مشاهده می‌شود، زمانی است که آن‌ها نیروهای طبیعت را پرستش می‌کردند. آنچه آریایی‌ها را از دیگر اقوام جهان باستانی متمایز می‌سازد، آنست که این قوم نه باورهای بت‌پرستی داشتند و نه باورهای نیاپرستی، بلکه خدایانشان عموماً نیروهای سودمند طبیعت بودند. هر کدام از این خدایان بنابر تأثیری که بر طبیعت پیرامون و زندگی انسان داشت، مورد پرستش واقع می‌شد. خورشید و آسمان مقام نخست را داشتند، چنان‌که در کتاب ریگ‌ودای هندوآریایی‌های مهاجر به هند معمولاً نام این دو در نیایش‌ها به همراه هم می‌آید.
آریایی‌ها از دیرباز به دو مبدأ خیر و شر باور داشتند. در برابر نیروهای نیک و سودمند، نیروهای زیان‌بخش طبیعت قرار داشتند. مظاهر نیروهای زیان بخش طبیعت، تاریکی و خشکی (کم بارانی) بود، که آریایی‌ها آن‌ها را در ظاهر اهریمن‌ها و ارواح زیان‌بخش در نظر خود مجسم می‌کردند. آن‌ها از این ارواح زیان‌بخش متنفر بودند. آریایی‌ها هیچ وقت درصدد برنمی‌آمدند که رضایت خاطر این ارواح زیان‌بخش را به‌واسطهٔ قربانی‌ها و عبادت‌های مختلف فراهم سازند، تا خشم آن‌ها به این وسیله مبدل به رحمت بشود. همین خود یکی از مهم‌ترین وجوه اختلاف اساسی باورهای آریایی‌ها با اقوام ترک و مغول است. بنابر باور ترک‌ها و مغول‌ها باید نیروهای مضر را به‌وسیلهٔ عبادت و قربانی‌ها راضی کرد یا به عبارت دیگر باید بخشش و دفع بلای این ارواح را خرید و با آن‌ها کنار آمد. آریایی‌ها عقیده داشتند که باید با ارواح‌پلید جنگید و بر آن‌ها پیروز شد، نخستین وظیفهٔ نیروهای سودمند طبیعت، یاری کردن انسان در این نبرد است. دراین مبارزه کارِ روشنایی مبارزه با تاریکی و وظیفهٔ باد و رعد جمع کردن ابرهایی است، که توسط اهریمن‌های خشکی متفرق می‌شود و نیز جهاندن آذرخش و بارش باران است. آتش نیز بمانند عدد هفت در میان آریایی‌ها مقدس بود. ایزدهای آریایی‌ها به صورت مذکر و مؤنث شناخته می‌شدند. طبیعی است که آریایی‌ها نیز مانند پیروان دیگر آیین‌ها معتقد به قربانی بودند ولی در این فعالیت‌ها ابراز ذلت و فروتنی را در برابر الهه روا نمی‌دانستند. آن‌ها مستمندانه طلب استمداد و یاری نمی‌کردند بلکه خود در حدودی معین به خدایان خویش مساعدت و یاری می‌نمودند. آن‌ها تصور می‌کردند که در کشمکش خدایان نیک با اهریمن‌ها انسان نیز باید شرکت و همکاری کند. علاوه بر این آریایی‌ها تصور می‌کردند که با نیایش‌های خود توانایی یاری رساندن به خدایان را دارند. در ضیافت‌های مذهبی روحانی‌ها از گیاه مقدس سومه (همان هوم در زبان سانسکریت است) یا هوم می‌نوشیدند. این نوشابه نه تنها مقدس و گرامی بود بلکه از عجایب باورهای آریایی این است که برای این گیاه درجهٔ خدایی قایل بودند. رهایی از خیالات و فراموشی موقت سختی‌ها و غصه‌ها، زیاد شدن نیروی جسمی و روانی، آزادی بیان، پیدایش احساسات شاعرانه که به واسطهٔ نوشیدن هوم حاصل می‌شد، این حس را در آریایی‌ها ایجاد می‌کرد که بنظر یک نیروی خارجی فرابشری در وجود آن‌ها حلول می‌کند. این نیروی ربانی که بر آن‌ها مسلط می‌گردد و در این گیاه مقدس وجود دارد را، خدایی به نام سومه می‌نامیدند، که دوست خدایان و انسان‌ها بود.

### مقایسهٔ اوستا و ریگ ودا
ودا کتاب مقدس هندوان به معنی دانستن است و به چهار مجموعهٔ بزرگ تقسیم شده است نخست ریگ ودا که کهن‌ترین قسمت آن است و بیش از ۱۵۰۰ سال پیش از مسیح سروده شده است. مجموعهٔ دوم یجورودا، سوم سامه‌ودا و چهارم اتروودا نامیده می‌شود. زبان سانسکریتی که در نوشتن وداها بکار رفته است خویشی و بستگی بسیاری با زبان اوستایی دارد. از زمینهٔ زبان که بگذریم، در زمینهٔ عقیده و فکر نیز وجوه اشتراک بسیاری میان آنان موجوداست.
ارتباط نزدیک اساطیر ریگ‌ودایی و اساطیر پیش از زرتشت با یکدیگر و پیوستگی نزدیک‌تر زبان اوستا و زبان این اثر هندی مسلم می‌دارد که ایرانیان و هندوان آریایی‌تبار نه تنها زمان درازی را با یکدیگر سپری کرده‌بودند بلکه زمان جدایی‌شان از یکدیگر چندان کهن‌تر از ادبیات موجودشان در آن دوره نبوده است. وضع فعلی اساطیر اوستایی که تفاوت‌های محسوسی با ادبیات ریگ ودایی دارد به‌طور عمده معرف تغییری کیفی است که به دست زرتشت انجام یافته است.

#### اهورامزدا و وارونا
کهن‌ترین و عالیمقام‌ترین خدای آریایی، آسمان پاک است که به عنوان پدری مهربان در میان بسیاری از اقوام، این عنوان را داشته و با زمین یا مادر مهربان ازدواج کرده و از این ازدواج آفرینش صورتِ هستی پذیرفته است. باستانی‌ترین شکل اسمِ آسمان در ریگ ودا به شکل دیااوه بوده که بعدها به «وارونه» یا «وارونا» تبدیل شده است. دیااوه نیز فراموش نشده و به شکل «دیااوس» به معنی آسمان مرئی است کاربرد پیدا کرد. وارونه لفظی بود که به همان مفهوم و معنا به زبان یونانی وارد شده و در فرهنگ و اساطیر یونانی به اورانوس تبدیل شد. در یونان نیز اورانوس با زمین ازدواج کرد و حاصل این ازدواج گروهی از خدایان و موجودات دیگر می‌باشند. وارونا یا آسمان پاک تنها سرپرست یا یکی از نیروهای بزرگ طبیعت نبود، بلکه او دارای خصایل و صفات یک خدای پیشرفته در دوره‌های بعدی را داشت و با معنویات، اخلاق، پاداش و مکافات در ارتباط بود. خدای بزرگ آسمان وارونا آفریننده و خالق بزرگ و برقرار کننده نظم جهان است. سرپیچی از قوانین او موجب انحطاط و بدبختی است و به همین جهت است که باید به درگاه او پناه برد و استغفار و توبه نمود. دروغ در نزد او از جمله گناهان نابخشودنی است گناهی بزرگ است که مردم را به تباهی و پستی می‌کشاند.
شخصیت اهورامزدا در ادبیات ریگ‌ودایی دیده نمی‌شود اما دور از حقیقت نخواهد بود اگر او را با خدای آسمان هند با وارونا مقایسه کنیم و برابر بدانیم. مزدا و وارونا هر دو از یک طبقهٔ واحد خدایان هند و ایرانی‌اند که در هند اسوره و در ایران اهورا خوانده می‌شود. وارونا مانند هرمزد خدایی است که راستی را فرمانروا است. وارونا با مهر پیوستگی نزدیک دارد. نام این دو خدا در ادبیات ودایی به صورت میترا–وارونا ظاهر می‌شود. در ادبیات اوستایی نیز این وضع وجود دارد؛ و ترکیب میترا-اهورا دیده می‌شود.

#### ارته
در بین پاره‌ای از عقاید بنیادی که نزد هر دو قوم دیده می‌شود می‌توان مفهوم رته یا ارته را ذکر کرد که عبارت از اعتقاد به وجود نظم طبیعی و قاعدهٔ کلی در کارهای جهان است و ظاهراً سرچشمهٔ واقعی اخلاق هم در نزد این دو قوم همین تصور نظم و انضباط گیهانی است. اینکه تعداد زیادی از نام‌های ایرانی و میتانی و جز آن‌ها با لفظ رته و ارته ترکیب یافته است، نشان قدمت و اشتراک این مفهوم در نزد آریاهاست. ارته نه تنها در میان دو قوم هند و ایرانی بلکه در میان اقوام میتانی نیز یافته می‌شود و این خود قدمت آن را اثبات می‌کند.

#### هفت کشور
نزد ایرانیان آنچنانکه در اوستا آمده، زمین به هفت کشور یا اقلیم بخش شده است و آب این اقلیم‌ها را از هم جدا ساخته در گات‌ها که کهن‌ترین بخش اوستاست این هفت کشور هپته‌بومی نامیده شده است. نزد هندوان نیز روی زمین به هفت پاره یا کشور بخش شده و آن را سپته‌دوپیه خوانده‌اند. دوپیه به جای واژهٔ کشور بکار رفته است.

#### طبقات چهارگانه
نزد ایرانیان مردم به چهار گروه و طبقه قسمت شده‌اند. از این گروه چهارگانه در اوستا یاد گردیده است. نخستین گروه موبدان، هیربدان، آموزگاران و دبیران و همهٔ مردم دارای دانش و هنر باشند که آترون خوانده شدند. گروه دوم رزمیان رتئشر یا (ارتشتاران). گروه سوم کشاورزان که واستریه (برزیگران) نام دارند گروه چهارم دست ورزان و کارگاران مانند کوزه‌گر و آهنگر و مسکر و کفشگر و درودگر که راهوتیتی (هتخشان) نامیده‌اند. هندوان هم مردم را به چهار گروه بخش کرده‌اند و در ودا از آنان یاد شده است. روحانیان و دانشوران برهمنه (برهمن)، رزمیان کشتریه و برزیگران ویسیه و دست‌ورزان و کارگران سودره خوانده شده‌اند. نزد هندوان یک گروه خدمتکار هم هست که پاریه خوانده می‌شود. مهاتما گاندی کوشید که این گروه پاریه را از نام توهین‌آمیزشان رهایی بخشاند و آنان را به نام هریجن به معنی مردمان ایزدی خواند.

#### کستی
در آیین ایرانیان هر یک از مرد و زن بایستی یک بند دینی به کمر و یک پیراهن پنبه‌ای سفید و ساده که سدره خوانند بتن داشته باشد. این کمربند مقدس در اوستا ائیویانگهن و در پهلوی به آن کستی می‌گویند. این بند همان رشتهٔ دینی است و از آیین بسیار دیرین دو گروه آریایی است. امروزه زرتشتیان ایران و پارسیان هند آیین کستی‌بندی را در حدود سن هفت سالگی بچه به جای می‌آورند. در هندوستان نیز همین بند را نیاکان هندوان به کمر فرزندان خود می‌بستند، هنوز هم این رسم از هم نگسسته است. امروزه سه گروه از پیروان آیین ودا باید این بند را داشته باشند که برهمنان، رزمیان و برزیگران باشند.

#### هوم و سومه
دیگر اینکه نیاکان هر دو گروه یک گونه می را در مراسم دینی‌شان بکار می‌بردند. این می را ایرانیان هومه و هندوان سومه می‌نامیدند و از بهم فشردن ساقهٔ نوعی گیاهی همنام تهیه می‌شده است. این گیاه امروزه نزد زرتشتیان و هندوان فقط جنبهٔ آیینی دارد و مشخص نیست گیاهی که در مراسم بکار می‌رود همان هوم یا سومهٔ قدیم است یا نه و اصل این گیاه تا چه اندازه مسکر بوده است. گیاه هوم یا سومه گیاهی بود مقدس که افشرهٔ آن را از صافی می‌گذراندند و با شیر می‌آمیختند. بنا بر منابع هر دو گیاه هوم و سومه بر کوه می‌رویند و بارانی بهشتی آن‌ها را آبیاری می‌کند و هر دو را مرغی می‌آورد.

#### مشابهت اساطیر
در بین اساطیر مشترک مخصوصاً نام یمه پسر ویوسونت که نخستین مرد و فرمانروای جهان مردگان در هند است با داستان ییمه پسر ویوهونت هماهنگی‌هایی دارد. اینکه در ریگ‌ودا و همچنین بعضی روایات زرتشتی از یمه همچون نخستین انسان یاد کرده‌اند، ارتباط او را با دوران زندگی مشترک هندوان و ایرانیان می‌رساند. اما این اولین انسان بعدها در اساطیر هندی پادشاه دنیای مردگان شده است. در صورتی‌که در اساطیر ایرانی غالباً از وی همچون فرمانروای بی‌مرگ سخن می‌رود. اختلاف دربارهٔ داستان یمه، در مورد افسانهٔ ورثرغنه یا بهرام، یک خدای قهار اژدهاکش و خدایان دیگر نیز دیده می‌شود. وجود اختلاف، در جزئیات اساطیر، دو قوم را از هم جدا می‌کند و در عین حال نشان از وجود توافق و اتحاد در دوره‌های قبل دارد.

#### مشابهت‌های دیگر
هر دو ملت یاتو به معنای جادو و دروغ در اوستا (دروج) و در ودا (دروح) را به نیروهای پلید نسبت می‌دهند. آب‌ها و گیاهان در نزد هر دو ملت قابل نیایش و ستایشند. هر دو ملت آیین پرستش آتش را گرامی می‌دارند در هند «آتراوانا» و در اوستا «آتراوان» نگهبان آتش هستند. رسم قربانی کردن نزد هندیان «یجنه» و در اوستا «یسنه» (یزشن) خوانده‌می‌شود.

## خدایان آریایی
وارونا (خدای آسمان)، آتر (خدای آتش، نور)، میترا (خدای مهر یا خورشید)، ماه و ستارگان، آناهیتا (خدای زهره)، وَرَهران (خدای بهرام یا مریخ)، خشتریَه (خدای تیر یا عطارد)، ایندرا (خدای آذرخش)، وایو (خدای باد)، گواتَه (خدای نسیم) و زمین خدایان آریایی‌ها بودند.
بر فراز این خدایان که جایگاهشان در زیر آسمان بود و گردانندگان امور جهان و انسان بودند، دو آفریدگار بنام اهورا و دیو نیز وجود داشتند که برادر بودند و جایگاهشان فراز آسمان بود. اهورا خدای اداره‌کنندهٔ امور کلی جهان در روز بود و ذاتش در خورشید تجلی می‌یافت و دیو خدای اداره‌کنندهٔ جهان در شب بود و ذاتش در ماه و ستارگان تجلی می‌یافت. خدایان آریایی‌ها به دو گروه تعلق داشتند. اسوراها (در میان ایرانی‌ها اهوراها خطاب می‌شد) و گروه دیگر دیوها که در کنار آن‌ها قرار داشتند. در تاریخ دینی آریایی‌ها هر دوی این گروه خدایان بر سر تفوق و برتری خود بر یکدیگر می‌جنگیدند.

### وارونه (وارونا)
مسلماً آریایی‌ها به ایزدان بسیاری اعتقاد داشتند ولی ظاهراً برای آسمان جایگاه بالاتری قایل بودند. از این رو به کلمهٔ وارونه به معنی آسمان اغلب کلمهٔ آسوره یعنی بزرگ و ولی‌نعمت را می‌افزودند. آفتاب، چشم وارونه محسوب می‌گردید. همچنین گاهی برای وارونه صفت همه‌چیز دان استفاده می‌شد. وارونه تنها مظهر نیروهای مادی طبیعت نبود بلکه از نظر نیدوهای معنوی نیز وارونه دارای صفات اخلاقی بالایی بود. او برقرارکنندهٔ آسمان و زمین است. او ایجادکننده و حافظ نظم سعادت دنیاست و انحراف از این قوانین گناه و نخستین مرحلهٔ هر نوع کژی و کاستی است. به همین جهت از گناه‌ها به درگاه وارونه توبه کرده و عفو می‌طلبیدند، زیرا که وارونه همان‌طور که رحیم است، جبار نیز هست و از همهٔ گناهان بزرگ‌ترین تقصیر، در نظر او دروغ است.

### میترا
در اغلب خطابه‌ها نام ایزد دیگری به نام میترا نیز آمده است. میترا به منزلهٔ آپولون خدای یونانی است و با خدای آسمان رابطهٔ نزدیکی دارد. به حدی که آن دو در حکم یک جفت غیرقابل تجزیه و تفکیک می‌باشند. وارونه و میترا مانند همدیگر هستند و هیچ‌یک بر دیگری تقدم ندارد. هر دو دارای یک فکر می‌باشند و متفقاً نظام و قانون راستی را حفظ می‌کنند و با هم ناظر کارها و دل‌های نوع بشرند. ایزد ایرانی مهر دقیقاً با ایزد هندی میترا برابر است. میترا در هند دوست معنا می‌دهد و مهر ایرانی به معنای پیمان است. می‌توان گمان برد که مهر در فرهنگ ابتدایی آریایی‌ها به مفهوم پیمان و دوستی میان افراد قبیله و مظهر چنین امری در ارتباط فرد با قبیله و در پیوستگی‌های آیینی قبیله بوده است، و از این روی، مظهر مقدس اتحاد، یگانگی و دوستی قبیله به‌شمار می‌آمده است.
هنریک ساموئل نوبری، خاورشناس سوئدی نوشته است که تردیدی نمی‌تواند باشد که در زمان‌های بسیار کهن و تا حدود سدهٔ ۱۴ پیش از میلاد، میترا در جهان طبیعت و در درجهٔ نخست خدای آسمان شب بود که به زیور ستارگان آراسته بود؛ زیرا در بند ۲۵ مهریشت آمده است که پس از فرورفتن خورشید، میترا به سوی گردی زمین می‌آید سر و ته فراخ و گرد و دور مرز زمین را لمس می‌کند و بر همهٔ چیزهایی که میان آسمان و زمین است می‌نگرد.

### ایندرا
در میان نام‌های خدایان میتانی به خدایی ایندرا نام برمی‌خوریم. در هند نیز خدایی بزرگ به نام ایندرا وجود دارد، که از دستهٔ دیگر خدایان هندی به نام دیوهاست. در ایران هم از آن جا که دیوها از جایگاه خدایی فرو افتاده‌اند، ایندرا به صورت دیوی بزرگ درآمده است ولی لقب او بهرام به صورت خدایی بزرگ در ادبیات اوستایی بازمانده است.

### دیئوس
از متون ریگ‌ودا بر می‌آید که دیئوس مظهر آسمان است و پدر همهٔ خدایان، نام او با زئوس خدایی یونانی هم‌ریشه است و ظاهراً در ابتدا ایرانی‌ها نیز به خدایی به همین نام معتقد بوده‌اند.

## سنگ‌نوشته میتانی
سنگ‌نوشته میتانی، بازمانده از سدهٔ چهاردهم پیش از میلاد، باستانی‌ترین سند مکتوب زبان‌های هندوایرانی (آریایی) است و از لحاظ زبان‌شناسی تاریخی و نیز از لحاظ تاریخ مهاجرت مردم آریایی به آسیای میانه، ایران و هند اهمیت بیش از اندازه دارد. سنگ‌نوشته معروف میتانی که در زمان نگارش آن به چهارده قرن پیش از میلاد می‌رسد، مربوط به پیمان‌نامه‌ای است که میان شاه میتانی و شاه هیتی نگاشته شده و در آن ایزدان آریایی چون گواهان نیایش شده‌اند. ایزدانی که در این سنگ‌نوشته از آنان یاد شده، عبارتند از ایندرا، وارونا، میترا و ناسَتیه و معلوم می‌شود که شاهزادگان و آزادگان میتانی با این که زبان و برخی از رسم‌های بابلی را پذیرفته بودند همچنان ایزدان آریایی نیاکان خود را نیایش می‌کردند.

## ثنویت در آئین آریایی
|  |  |  |  |  |  |  |  |  |  |  |  |  |  |  |  |  |  |  |  |                     |                     |                     |                     |                     |                     |  |  |                                  |                                  |                                  |                                  |                                  |                                  |  |  |                     |                     |                     |                     |                     |                     |  |  |                              |                              |                              |                              |                              |                              | هندوایرانی آریایی طبیعت‌پرستی |  |  |  |  |  |  |  |                                 |                                 |                                 |                                 |                                 |                                 |      |      |      |      |      |      |  |  |                            |                            |                            |                            |                            |                            |  |  |  |  |  |  |  |  |  |  |  |  |  |  |  |  |  |  |  |  |  |  |  |  |  |  |  |  |  |  |  |  |  |  |  |  |  |  |  |  |  |  |  |  |  |  |  |  |  |  |
|  |  |  |  |  |  |  |  |  |  |  |  |  |  |  |  |  |  |  |  |                     |                     |                     |                     |                     |                     |  |  |                                  |                                  |                                  |                                  |                                  |                                  |  |  |                     |                     |                     |                     |                     |                     |  |  |                              |                              |                              |                              |                              |                              |                              |  |  |  |  |  |  |  |                                 |                                 |                                 |                                 |                                 |                                 |      |      |      |      |      |      |  |  |                            |                            |                            |                            |                            |                            |  |  |  |  |  |  |  |  |  |  |  |  |  |  |  |  |  |  |  |  |  |  |  |  |  |  |  |  |  |  |  |  |  |  |  |  |  |  |  |  |  |  |  |  |  |  |  |  |  |  |
|  |  |  |  |  |  |  |  |  |  |  |  |  |  |  |  |  |  |  |  |                     |                     |                     |                     |                     |                     |  |  |                                  |                                  |                                  |                                  |                                  |                                  |  |  |                     |                     |                     |                     |                     |                     |  |  |                              |                              |                              |                              |                              |                              |                              |  |  |  |  |  |  |  |                                 |                                 |                                 |                                 |                                 |                                 |      |      |      |      |      |      |  |  |                            |                            |                            |                            |                            |                            |  |  |  |  |  |  |  |  |  |  |  |  |  |  |  |  |  |  |  |  |  |  |  |  |  |  |  |  |  |  |  |  |  |  |  |  |  |  |  |  |  |  |  |  |  |  |  |  |  |  |
|  |  |  |  |  |  |  |  |  |  |  |  |  |  |  |  |  |  |  |  |                     |                     |                     |                     |                     |                     |  |  |                                  |                                  |                                  |                                  |                                  |                                  |  |  | اسوراها ————اهوراها | اسوراها ————اهوراها | اسوراها ————اهوراها | اسوراها ————اهوراها | اسوراها ————اهوراها | اسوراها ————اهوراها |  |  |                              |                              |                              |                              |                              |                              |                              |  |  |  |  |  |  |  |                                 |                                 |                                 |                                 |                                 |                                 | دئوا | دئوا | دئوا | دئوا | دئوا | دئوا |  |  |                            |                            |                            |                            |                            |                            |  |  |  |  |  |  |  |  |  |  |  |  |  |  |  |  |  |  |  |  |  |  |  |  |  |  |  |  |  |  |  |  |  |  |  |  |  |  |  |  |  |  |  |  |  |  |  |  |  |  |
|  |  |  |  |  |  |  |  |  |  |  |  |  |  |  |  |  |  |  |  |                     |                     |                     |                     |                     |                     |  |  |                                  |                                  |                                  |                                  |                                  |                                  |  |  | اسوراها ————اهوراها | اسوراها ————اهوراها | اسوراها ————اهوراها | اسوراها ————اهوراها | اسوراها ————اهوراها | اسوراها ————اهوراها |  |  |                              |                              |                              |                              |                              |                              |                              |  |  |  |  |  |  |  |                                 |                                 |                                 |                                 |                                 |                                 | دئوا | دئوا | دئوا | دئوا | دئوا | دئوا |  |  |                            |                            |                            |                            |                            |                            |  |  |  |  |  |  |  |  |  |  |  |  |  |  |  |  |  |  |  |  |  |  |  |  |  |  |  |  |  |  |  |  |  |  |  |  |  |  |  |  |  |  |  |  |  |  |  |  |  |  |
|  |  |  |  |  |  |  |  |  |  |  |  |  |  |  |  |  |  |  |  |                     |                     |                     |                     |                     |                     |  |  |                                  |                                  |                                  |                                  |                                  |                                  |  |  |                     |                     |                     |                     |                     |                     |  |  |                              |                              |                              |                              |                              |                              |                              |  |  |  |  |  |  |  |                                 |                                 |                                 |                                 |                                 |                                 |      |      |      |      |      |      |  |  |                            |                            |                            |                            |                            |                            |  |  |  |  |  |  |  |  |  |  |  |  |  |  |  |  |  |  |  |  |  |  |  |  |  |  |  |  |  |  |  |  |  |  |  |  |  |  |  |  |  |  |  |  |  |  |  |  |  |  |
|  |  |  |  |  |  |  |  |  |  |  |  |  |  |  |  |  |  |  |  |                     |                     |                     |                     |                     |                     |  |  | اقوام ایرانی‌تبار ———— میترا-مزدا | اقوام ایرانی‌تبار ———— میترا-مزدا | اقوام ایرانی‌تبار ———— میترا-مزدا | اقوام ایرانی‌تبار ———— میترا-مزدا | اقوام ایرانی‌تبار ———— میترا-مزدا | اقوام ایرانی‌تبار ———— میترا-مزدا |  |  |                     |                     |                     |                     |                     |                     |  |  | هندوآریایی ———— میترا-وارونا | هندوآریایی ———— میترا-وارونا | هندوآریایی ———— میترا-وارونا | هندوآریایی ———— میترا-وارونا | هندوآریایی ———— میترا-وارونا | هندوآریایی ———— میترا-وارونا |                              |  |  |  |  |  |  |  | اقوام ایرانی‌تبار ————دیو شیاطین | اقوام ایرانی‌تبار ————دیو شیاطین | اقوام ایرانی‌تبار ————دیو شیاطین | اقوام ایرانی‌تبار ————دیو شیاطین | اقوام ایرانی‌تبار ————دیو شیاطین | اقوام ایرانی‌تبار ————دیو شیاطین |      |      |      |      |      |      |  |  | هندوآریایی ———— دوا خدایان | هندوآریایی ———— دوا خدایان | هندوآریایی ———— دوا خدایان | هندوآریایی ———— دوا خدایان | هندوآریایی ———— دوا خدایان | هندوآریایی ———— دوا خدایان |  |  |  |  |  |  |  |  |  |  |  |  |  |  |  |  |  |  |  |  |  |  |  |  |  |  |  |  |  |  |  |  |  |  |  |  |  |  |  |  |  |  |  |  |  |  |  |  |  |  |
|  |  |  |  |  |  |  |  |  |  |  |  |  |  |  |  |  |  |  |  |                     |                     |                     |                     |                     |                     |  |  | اقوام ایرانی‌تبار ———— میترا-مزدا | اقوام ایرانی‌تبار ———— میترا-مزدا | اقوام ایرانی‌تبار ———— میترا-مزدا | اقوام ایرانی‌تبار ———— میترا-مزدا | اقوام ایرانی‌تبار ———— میترا-مزدا | اقوام ایرانی‌تبار ———— میترا-مزدا |  |  |                     |                     |                     |                     |                     |                     |  |  | هندوآریایی ———— میترا-وارونا | هندوآریایی ———— میترا-وارونا | هندوآریایی ———— میترا-وارونا | هندوآریایی ———— میترا-وارونا | هندوآریایی ———— میترا-وارونا | هندوآریایی ———— میترا-وارونا |                              |  |  |  |  |  |  |  | اقوام ایرانی‌تبار ————دیو شیاطین | اقوام ایرانی‌تبار ————دیو شیاطین | اقوام ایرانی‌تبار ————دیو شیاطین | اقوام ایرانی‌تبار ————دیو شیاطین | اقوام ایرانی‌تبار ————دیو شیاطین | اقوام ایرانی‌تبار ————دیو شیاطین |      |      |      |      |      |      |  |  | هندوآریایی ———— دوا خدایان | هندوآریایی ———— دوا خدایان | هندوآریایی ———— دوا خدایان | هندوآریایی ———— دوا خدایان | هندوآریایی ———— دوا خدایان | هندوآریایی ———— دوا خدایان |  |  |  |  |  |  |  |  |  |  |  |  |  |  |  |  |  |  |  |  |  |  |  |  |  |  |  |  |  |  |  |  |  |  |  |  |  |  |  |  |  |  |  |  |  |  |  |  |  |  |
|  |  |  |  |  |  |  |  |  |  |  |  |  |  |  |  |  |  |  |  |                     |                     |                     |                     |                     |                     |  |  |                                  |                                  |                                  |                                  |                                  |                                  |  |  |                     |                     |                     |                     |                     |                     |  |  |                              |                              |                              |                              |                              |                              |                              |  |  |  |  |  |  |  |                                 |                                 |                                 |                                 |                                 |                                 |      |      |      |      |      |      |  |  |                            |                            |                            |                            |                            |                            |  |  |  |  |  |  |  |  |  |  |  |  |  |  |  |  |  |  |  |  |  |  |  |  |  |  |  |  |  |  |  |  |  |  |  |  |  |  |  |  |  |  |  |  |  |  |  |  |  |  |
|  |  |  |  |  |  |  |  |  |  |  |  |  |  |  |  |  |  |  |  | مزداپرستی غیرزرتشتی | مزداپرستی غیرزرتشتی | مزداپرستی غیرزرتشتی | مزداپرستی غیرزرتشتی | مزداپرستی غیرزرتشتی | مزداپرستی غیرزرتشتی |  |  |                                  |                                  |                                  |                                  |                                  |                                  |  |  | مهرپرستی            | مهرپرستی            | مهرپرستی            | مهرپرستی            | مهرپرستی            | مهرپرستی            |  |  |                              |                              |                              |                              |                              |                              |                              |  |  |  |  |  |  |  |                                 |                                 |                                 |                                 |                                 |                                 |      |      |      |      |      |      |  |  |                            |                            |                            |                            |                            |                            |  |  |  |  |  |  |  |  |  |  |  |  |  |  |  |  |  |  |  |  |  |  |  |  |  |  |  |  |  |  |  |  |  |  |  |  |  |  |  |  |  |  |  |  |  |  |  |  |  |  |

آریایی‌ها از دیر باز به دو مبدأ خیر و شر قایل بودند. از یک سوی موجودات نیکوکار که به انسان خیر و رحمت می‌رسانند و دیگری موجودات زشتکار که منشأ بدی‌ها هستند و با دستهٔ اول در جنگ و ستیزند. هر چه زمان بیشتری از جدایی ایرانی‌ها و هندوآریایی‌ها از یکدیگر گذشت، دوری این دو فرهنگ از یکدیگر بیشتر شد و هر یک به راه خودشان رفتند. برای ایرانی‌ها، اهوراها یا اسوراهای هندوآریایی‌ها در مقابل دیوها (دائواها) قرار گرفتند. اهورامزدا به عنوان خدای بزرگ پرستیده می‌شد و در عین حال خدایان دیگر مثل میترا، آناهیتا و ورثرغنه (بهرام) نیز به عنوان خدایان بزرگ و مستقل ستوده‌می‌شدند. تعدادی از خدایان سابق و مشترک با هندوآریایی‌ها یعنی خدایان ودایی نیز عنوان خدایان دشمن پذیرفته شدند و هر شر و عیب و نقصی را که در کاینات گیتی دیده می‌شد، مخلوق آن‌ها در نظر گرفته‌می‌شد. به این شکل در آیین ایرانی‌ها اعتقاد به نوعی دوگانه‌باوری به مجمع خدایان باستانی راه یافت و آن‌ها را به دو دسته خیر و شر تقسیم کرد. در ایران ایندرا در نتیجهٔ یک جریان تاریخی-دینی که جزئیات آن را دیگر نمی‌توانیم دریابیم به درجهٔ یک اهریمن تنزل پیدا کرد.

### نظریه نقش زرتشت در تغییر نقش اهوراها و دیوها
روش آیینی آریایی‌ها طبیعت‌پرستی محض بود و به مظاهر طبیعت جنبهٔ خدایی بخشیده و به پرستش‌شان مبادرت می‌کردند و این خدایان را دیو می‌نامیدند. در واقع کلمه «دیو» به خدایان آریایی پیش از زرتشت گفته می‌شد. چون زرتشت به اصلاح دینی پرداخت دیوان یا خدایان گذشته را مردود دانسته و بر مبنای یکتاپرستی، اهورامزدا را خالق کل جهان معرفی کرد. از آن زمان این خدایان مردود به مفهوم دیو امروزی در بین ایرانی‌ها شناخته شدند اما این کلمه هنوز در زبان هندواروپایی همان مفهوم پیشین خود را نگاه داشته است. «زئوس» Zeus یونانی، «دعوس» Deus لاتینی، دیو Deue فرانسه و دائوا Daiva هندی جملگی به مفهوم خدا می‌باشند. در بین مظاهر طبیعت یا دیوان آریایی ایندرا خدای رعدوبرق و پیکار اهمیت بسیاری داشت و در رأس دائواها Daiva، قرار داشت اما در میان ایرانی‌ها ایندرا این مقام را از دست داد و سرانجام در اوستا از دیوان مردود آریایی به‌شمار رفت. به عوض میترا در میان ایرانی‌ها ارج و اهمیتی بسیار یافت. از آنجائیکه جای ایندرای مردود واقع شده بایستی خدایی جایگزین می‌شد به همین جهت باورهای مربوط به او به ایزد بهرام منسوب شد. وارونه نیز که از خدایان بزرگ آریایی است، نگهدار نظام و بقای جهان بود و نیز همواره با صفت «اسورا» یعنی بزرگ و ارباب و صاحب می‌آمد چون «اسورا-وارونه». اکثر دانشمندان برآنند که وارونه در بین قوم‌های ایرانی فراموش شده است و همین ایزد بعدها نزد ایرانی‌ها با عنوان اورمزد یا اهورامزدا به معنی سرور دانا مورد پرستش قرار گرفته است.

### نظریهٔ جنگ‌های داخلی آریایی‌ها به عنوان تغییر نقش اهوراها و دیوها
در اوائل هزارهٔ دوم پیش از میلاد در نتیجه پیشرفت کشاورزی و توسعه گله‌داری بسیاری از آریایی‌ها از زندگی کوچ‌نشینی دست کشیدند و در اطراف مزارع و مراتع خود ساکن شدند در حالی که بخش دیگری از آن‌ها به زندگی کوچ‌نشینی خود ادامه دادند و گاه به بیگاه به تاراج زندگی ده نشینان پرداختند. آریایی‌ها به تدریج به دو بخش متمایز یکجانشین (شاید شهرنشین) و کوچ‌نشین تقسیم‌شدند. با تشکیل گروه‌های یکجانشین و پدید آمدن روستاها، گروه‌های روستایی که به صلح، همزیستی، ثبات و آرامش نیاز داشتند اهورا خدای برترشان شد و دیو بیشتر مورد توجه گروه‌های کوچ‌نشین بود. در دوره‌هایی از هزارهٔ دوم پیش از مسیح شرایط زیستی آریایی‌ها با دشواری‌هایی مواجه شد. و بر سر حفظ یا حصول زمین‌های بارورتر درگیری‌هایی میان آن‌ها بروز کرد و خصومت‌های دامنه‌دار و جنگ‌هایی به راه افتاد. در اثر تعدی‌هایی که گروه‌های کوچ‌نشین به یکجانشین‌ها و دارایی‌هایشان می‌کردند، و به علت آن‌که تجاوزهای آن‌ها سبب ناامنی و سلب آرامش از یکجانشین‌ها می‌شد، دیو خدای برتر گروه‌های کوچ‌نشین در نزد آریایی‌های یکجانشین، به خدای تجاوز و تعدی تبدیل شد و منفور گردید. باور به نبرد نور و تاریکی اهورا و دیو، از همین زمان وارد پندار آن بخش از آریایی‌هایی شد، که بعدها ایرانی‌ها را تشکیل دادند و چنان‌که می‌دانیم این عقیده اساسی‌ترین پایهٔ دین ایرانی‌ها را تشکیل می‌دهد. مهاجرت‌های بزرگی که گروه‌های آریایی به سوی شمال هند داشتند، توسط پرستندگان دیو صورت می‌گرفت ولی اهوراپرستان که یکجانشین بودند در سرزمین‌های بومی‌شان در مناطق مختلف فلات ایران ماندگار شدند. پس از جدائی ایرانی‌ها از هندوآریایی‌ها، ایرانی‌ها خدایان نیک ودایی هندوآریایی‌ها را، یعنی دوا را، دائوا یا دیو یعنی ارواح پلید دانستند و از این زمان با هندوآریایی‌ها اختلاف عقیده پیدا کردند.

## شکل‌گیری آیین ایرانی
آیین مزدایی همانا شکل ایرانی شده، آیین دیرین و مشترک هند و اروپایی‌هاست.
- آریایی‌ها ایزدانی که مظاهر نیروی طبیعت به‌شمار می‌رفتند دئوا یا دیوها می‌خواندند. در کنار دائواها، اسوراها قرار داشتند. اسورا تلفظ دیگر برای واژه اهورا است. این دو دسته از ایزدان در دورهٔ آریایی‌ها نهایت رابطه را با یکدیگر داشته‌اند.[۳۴] عقاید دینی هندوآریایی در ریگ‌ودا، جمع‌آوری شده است. در بخش‌هایی از ریگ‌ودا بارها از اهورا با تلفظ اسورا به عنوان دشمن نام برده شده است که در خور نابود شدن است و از ایندرا خدای تندر و رعد و برق تقاضا شده که لشکر اهورا را درهم شکند و اهوراپرستان را تارومار کند. از سوی دیگر خاطرهٔ زمان هم زیستی مسالمت‌آمیز پیروان اهورا و دئوا در متون باستانی هندوآریایی‌ها از جمله ریگ‌ودا باقی مانده است. در کتاب دینی دیگر هندوآریایی‌ها به نام مهاباراتا تصریح شده است که دئوا و اهورا دو برادر بودند و در کنار هم می‌زیستند. اهورا برادر بزرگتر بود و دئوا برادر کوچکتر اما بعدها اختلاف یافتند و به جنگ یکدیگر برخاستند.[۳۵]

پس از جدائی ایرانی‌ها و هندوآریایی‌ها از یکدیگر، ارواح نیکوی ودایی هندوآریایی‌ها یعنی دئوا را ایرانی دیوا یا دیو یعنی ارواح پلید دانستند و از این زمان با هندوآریایی‌ها اختلاف عقیده پیدا کردند.
- دو ایزد جفت باستانی میترا–وارونا از یکدیگر جدا می‌شوند. هر کدام از آن‌ها به تنهایی گرایش پیدا می‌کند که، همه یا بخشی از وظایف دیگری را برعهده بگیرد و به صورت ایزد آسمان و فراگیرندهٔ همه چیز تکامل پیدا کند. گروهی از مردم میترا را به عنوان بالاترین ایزد پذیرفتند و برخی از ایرانی‌های دیگر، اهورامزدا را پذیرفتند. یکی از این گروه‌ها انجمن گاهانی است که در آن زرتشت پدید آمد و اهورامزدا، در این زمان به عنوان خدای آسمانی کلی پذیرفته می‌شود.[۲۵]
- وارونا در آیین ایرانی‌ها به‌صورت کامل ناپدید می‌شود و به جای آن اهورامزدا نمایندهٔ بالاترین ایزد است.[۳۷]
- در ایران میترا ویژگی خود را به عنوان ایزد آسمان شب نگهداشته در عین حال ایزد آسمان روز نیز به‌شمار می‌آید.[۲۵]

## ارتباط ایزدان آریایی با جشن‌های ایرانی
بسیاری از ایزدان آریایی‌ها با پدیده‌های طبیعت ارتباط داشتند و نیایش آن‌ها در همه‌جا و در هر حال با دگرگونی‌های این پدیده‌ها در روز و شب، در سرما و گرما، و در بهار و نابستان مربوط می‌گشت و این نکته سبب می‌شد که از همان دوران زندگی مشترک آریایی‌ها، به تدریج نوعی گاه‌شماری مشابه برای جشن‌ها و نیایش‌ها رایج شود. نام ماه‌ها آن‌گونه که در کتیبه‌های هخامنشی باقی‌است، نشان می‌دهد که در نزد این دسته از آریایی‌ها فعالیت‌های کشاورزی و نیازهای ناشی از آن با مراسم دینی مربوط بوده است و همه این‌ها نقش مهمی در زندگی عامه داشته‌اند. جشن‌های پائیزی که به شادی تأثیر خجستهٔ خورشید در تابستان، افزودن حاصل و پروردن دام بود به میترا خداوند دشت‌ها و رمه‌ها و پروردگار خورشید ارتباط داشت و مهرگان خوانده می‌شد. جشن بهار که به شادی پایان یافتن سرما و آغاز دمیدن سبزه و کشت بود از آن‌جهت که با تجدید حیات کشتزارها بود برای کشاورزان اهمیتی خاص داشت و روز تازه‌ای در دفتر زندگی می‌گشود، نوروز. در بین جشن‌هایی که با نیایش عناصر الهی مربوط بود، جشن سده ارتباط با آتش داشت چنان‌که جشن تیرگان با نیایش تیشتر خدای باران مربوط می‌شد. ارتباط این مراسم با خدایان مختلف سبب شد که در گاه‌شماری زرتشتی ماه‌ها و روزها همه جا با نام ایزدان آریایی‌ها ارتباط بیابد.

## برای مطالعهٔ بیشتر
- Rudiger Schmidt (1986). "ARIA" (به انگلیسی). دانشنامه ایرانیکا. Archived from the original on 6 May 2012. Retrieved 22 June 2011.
- Strabo. "Strabo's Geography, Book XV, Chapter 2, Section 8" (به انگلیسی). تارنمای دانشگاه شیکاگو. Archived from the original on 6 May 2012. Retrieved 22 June 2011.
- William Malandra. "Iranian religion" (به انگلیسی). دانشنامه بریتانیکا. Archived from the original on 6 May 2012. Retrieved 24 June 2011.